# 아사와촌
아사와촌(朝和村)은 나라현 북서부, 야마베군에 속해있던 촌이다. 현재는 덴리시의 남부에 해당한다.

## 역사
- 1889년 4월 1일 - 정촌제 시행에 의해 야마베군 아사와촌이 성립하였다.
- 1954년 3월 3일 - 단바이치정, 니카이도촌, 시키군 야나기모토정과 신설합병해, 덴리시가 성립하여, 동일 아사와촌은 소멸하였다.

## 교통

### 철도
- 일본국유철도
  - 사쿠라이선

### 도로
- 주요 지방도 단바시 사쿠라이선